# درة حيدر (خومة)
درة حیدر (بالفارسية: دره حیدر) هي قرية تقع في إيران في قسم خومة الریفي. يقدر عدد سكانها بـ 123 نسمة بحسب إحصاء 2016.